# Buro Happold
Buro Happold ist ein englisches Ingenieurbüro, das 1976 von dem Bauingenieur und ehemaligen Arup-Mitarbeiter Edmund Happold gegründet wurde.
Das Unternehmen, das auch Büros in München und Berlin unterhält, erbringt Engineering-, Design-, Beratungs- und Projektmanagementdienstleistungen mit Bezug zu internationalen Bauprojekten. 
Mit dem Tuwaiq Palace in Riad wurde 1998 ein Bauwerk mit dem Aga Khan Award for Architecture ausgezeichnet, bei dem Buro Happold maßgeblich an der Entwicklung mitwirkte. Weiterhin war das Ingenieurbüro am Bau des Magna Centre und des Medienzentrums für den Lord’s Cricket Ground beteiligt, die beide mit dem Stirling-Preis ausgezeichnet wurden.

## Projekte (Auswahl)
Einige Bauprojekte unter Mitwirkung von Buro Happold waren:
- Flughafen Peking-Daxing
- Louvre Abu Dhabi
- Olympiastadion London
- Königliche Oper Kopenhagen